# Dewey Jackson
Dewey Jackson (St. Louis, 21 juni 1900 – aldaar, 1 januari 1994) was een Amerikaanse jazzmuzikant (trompet, kornet) en orkestleider van de dixieland en de swing..

## Biografie
Dewey Jackson begon zijn carrière als professioneel muzikant al vroeg bij de Odd Fellows Boys' Band (1912), met Tommy Evans (1916–1917) en met de Keystone Band van George Reynolds. Hij speelde ook met Charlie Creath op stoomboten, daarna leidde hij van 1920 tot 1923 zijn eigen ensemble de Golden Melody Band. Tot begin jaren 1940 vervolgde hij zijn optreden op de stoomboten als de SS Capitol met eigen bands. Daarnaast werkte hij ook als sideman van Charlie Creath en Fate Marable. In 1926 speelde hij vier maanden met Andrew Preer in de Cotton Club in New York. In hetzelfde jaar nam hij met zijn Peacock Orchestra in St. Louis de Capitol Blues op.
Jackson had tijdens de jaren 1940 anders slechts weinig optredens in de clubs van St. Louis. Tijdens de jaren 1950 keerde hij terug in het muziekcircuit en speelde hij met Singleton Palmer en Don Ewell en tijdens de jaren 1960 dixieland. Medespelers waren Pops Foster, Willie Humphrey, Don Stovall en Clark Terry. Als leader nam hij in 1926 slecht vier plaatkanten op. In 1952 ontstonden nog liveopnamen met Don Ewell.
Ondanks zijn weinige opnamen behoort Dewey Jacksons Peacock Orchestra  tot de toonaangevende vertegenwoordigers van de vroege jazz in St. Louis, die de nieuwe muziekvorm vanuit hun oorsprong  populair maakten in de Verenigde Staten.

## Overlijden
Dewey Jackson overleed in januari 1994 op 93-jarige leeftijd.

## Discografie
- 1952: Live at the Barrel (Delmark)